# Livaňský sýr
Livaňský sýr (bosensky Livanjski sir, spisovně česky Livenský sýr) je tradiční tvrdý ovčí sýr, svým názvem odvozený ode města Livno, vázající se historicko-kulturně k území bývalé Jugoslávie, či po jejím rozpadu k Bosně a Hercegovině.

## Historie
Původ Livaňského (ovčího) sýru je dle historických pramenů úzce spojený s příchodem pozvaných švýcarských sýrařů do oblasti na konci 19. století, a to z důvodu přiučení se jejich sýrařským postupům. Tento tvrdý sýr se vyrábí z více než 3/4 z mléka ovčího (pozn. minimálně 70 % podíl, optimálně pak cca 80 %), zbytek pak tvoří mléko kravské. Sýr může býti při výrobě také ochucován příměsí papriky (až deseti druhy), citrónu, pepře, či různých bylinek.

### Úpadek místní tradice
Z důvodu války v Jugoslávii v 90. letech 20. století letitá tradice výroby tohoto sýra v oblasti takřka zanikla, a proto se Česká rozvojová agentura (ČRA) po roce 2010 rozhodla finančně a také vědomostně podpořiti místní horaly při obnově této tradice v zemi. Jedním z velkých problémů, se kterým se dle ČRA musejí vesničané potýkat, je nedostatečná potravinářská hygiena.